# بيرناو
برنوا (بالألمانية: Bärnau) هي بلدة ألمانية تقع في ألمانيا في Tirschenreuth (district).[بحاجة لمصدر] يقدر عدد سكانها بـ 3,421 نسمة .